# 施能傑
施能傑（1960年—），中華民國政治人物、公共行政學者，外省第二代，雲林縣土庫鎮人。現任中華民國銓敘部部長兼公務人員退休撫卹基金監理委員會主任委員、國立政治大學公共行政學系教授，曾任行政院人事行政總處人事長、行政院研考會主委、總統府政造會人事分組召集人、臺北市政府市政顧問、臺灣透明組織創會理事長、政大公共行政學系主任、《公共行政學報》主編。

## 生平
施能傑為美國匹茲堡大學國際與公共事務學院博士畢業、國立政治大學與美國雪城大學碩士、國立台灣大學政治學系公共行政組畢業。學術及社會方面歷任政大公共行政學系教授兼系主任、台灣透明組織第一屆理事長、公共行政學報（TSSCI期刊）主編等職。政府部門方面歷任行政院組織改造推動委員會委員、行政院研究發展考核委員會主任委員等職。
2016年5月20日，施能傑接任行政院人事行政總處人事長；同年6月8日，再兼任國家年金改革委員會委員。2022年2月10日請辭獲准，返回政治大學任教。2023年6月被選為立凱電能科技之獨立董事，隔年因轉任銓敘部部長而請辭。

## 爭議
2018年10月6日，立法委員黃國昌於立法院司法及法制委員會上，質疑人事長施能傑對數個問題之當場回答與出國考察報告、人事行政總處提出之評估報告矛盾，認為其對負責政務不夠熟悉。
2018年12月6日，立委黃國昌因國道警察實習生王黃冠鈞執行公務時車禍重傷腦死的事件、就「國道警察值勤及危險加給」質詢人事行政總處與內政部。內政部長徐國勇表示會比照刑事警察加給進行爭取，人事長施能傑則表示「會注意到兩者差異性並務實討論」，黃國昌認為施能傑在講空話。

## 荣誉

### 中华民国勋章奖章
- 一等考铨奖章（考试院，2022年4月21日颁发[9]）

## 外部連結
- 總統府國家年金改革委員會-委員名單 （页面存档备份，存于）

| 中華民國政府職務       | 中華民國政府職務                                             | 中華民國政府職務 |
| ---------------------- | ------------------------------------------------------------ | ---------------- |
| 考試院                 |                                                              |                  |
| 前任： 周志宏          | 銓敘部部長 第二十一任 2024年5月20日－                        | 現任             |
| 行政院                 |                                                              |                  |
| 前任： 葉俊榮          | 研究發展考核委員會主任委員 代理 2006年5月－2006年8月         | 繼任： 施能傑    |
| 前任： 施能傑 （代理） | 研究發展考核委員會主任委員 第十三任 2006年8月－2008年5月     | 繼任： 江宜樺    |
| 前任： 黃富源          | 行政院人事行政總處人事長 第三任 2016年5月20日－2022年2月10日 | 繼任： 蘇俊榮    |